# Курсі (провінція Лечче)
Курсі (італ. Cursi, сиц. Curse) — муніципалітет в Італії, у регіоні Апулія, провінція Лечче.
Курсі розташоване на відстані близько 530 км на схід від Рима, 165 км на південний схід від Барі, 26 км на південний схід від Лечче.
Населення — 4187 осіб (2014).

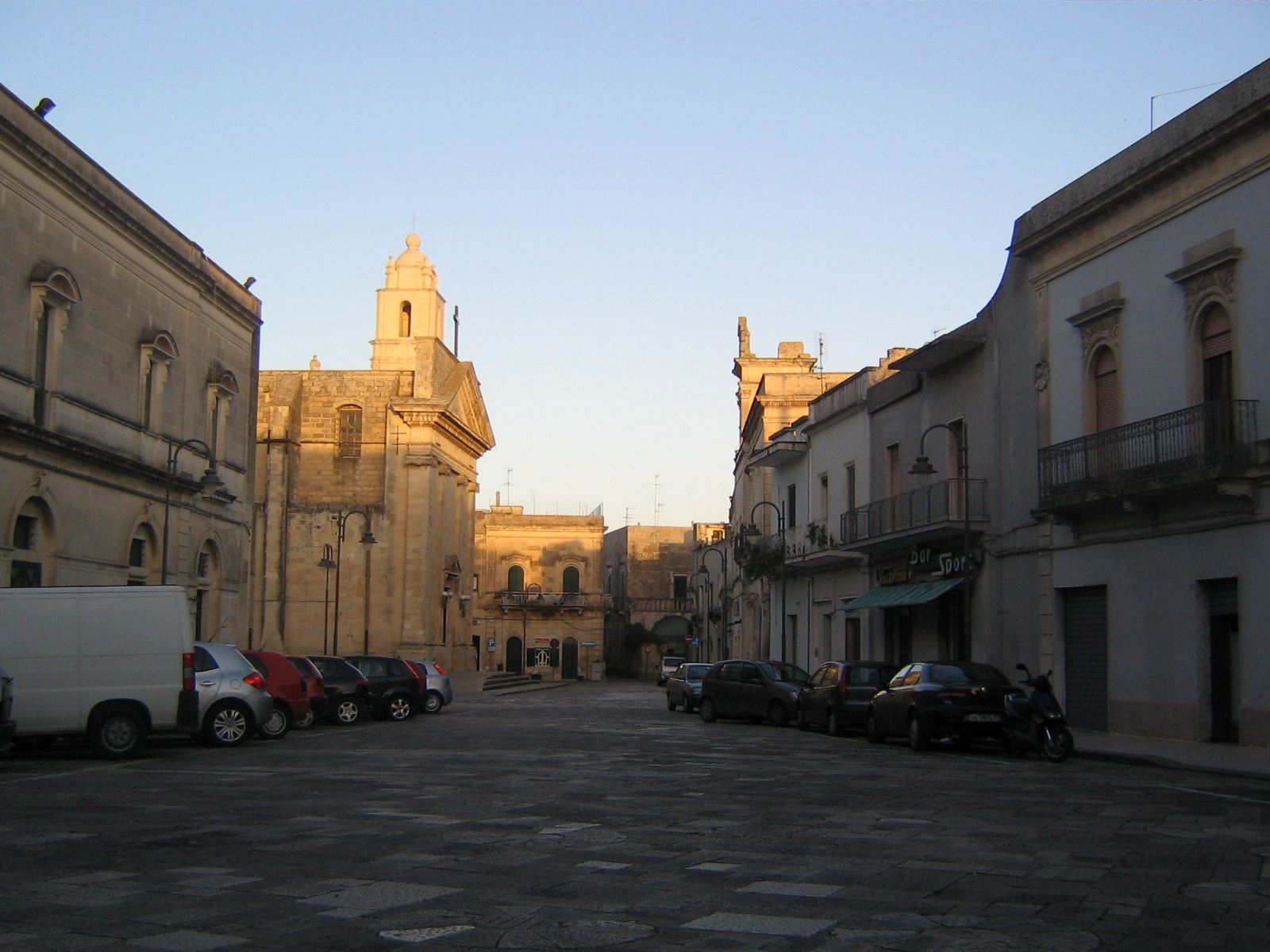

Щорічний фестиваль відбувається 19 травня. Покровитель — святий Миколай.

## Демографія
Населення за роками:

Станом на 1 січня 2023 року в муніципалітеті офіційно проживало 85 іноземців з 20 країн, серед них 17 громадян країн Євросоюзу.

## Сусідні муніципалітети
- Баньоло-дель-Саленто
- Кастриньяно-де'-Гречі
- Мальє
- Мельпіньяно